# Distretto di Mueang Lampang
Il distretto di Mueang Lampang (in thailandese: เมืองลำปาง) è un distretto (amphoe) della Thailandia, situato nella provincia di Lampang, della quale è il capoluogo.